# 1909 год в истории метрополитена
В этой статье перечисляются основные  события из истории метрополитенов в 1909 году. Полужирным шрифтом выделены открытия новых транспортных систем.

## События
- 7 марта — открыто Мини-метро Капитолия (Вашингтон, США)[1].